# Кофман (Тексас)
Кофман (енгл. Kaufman) град је у америчкој савезној држави Тексас. По попису становништва из 2010. у њему је живело 6.703 становника.

## Демографија
Према попису становништва из 2010. у граду је живело 6.703 становника, што је 213 (3,3%) становника више него 2000. године.
| Група             | 2000.         | 2010.         |
| Белци             | 3.598 (55,4%) | 3.712 (55,4%) |
| Афроамериканци    | 835 (12,9%)   | 655 (9,8%)    |
| Азијати           | 27 (0,4%)     | 58 (0,9%)     |
| Хиспаноамериканци | 1.930 (29,7%) | 2.185 (32,6%) |
| Укупно            | 6.490         | 6.703         |